# Layos
Layos – gmina w Hiszpanii, w prowincji Toledo, w Kastylii-La Mancha, o powierzchni 18,39 km². W 2011 roku gmina liczyła 589 mieszkańców.